# الدوري الكرواتي الممتاز 2003–04
الدوري الكرواتي الممتاز 2003–04 (بالكرواتية: 1. HNL 2003./04.)‏ هو الموسم 13 من  الدوري الكرواتي الممتاز. أقيم خلال الفترة 26 يوليو 2003 وحتى 15 مايو 2004، وأشرف على تنظيمه اتحاد كرواتيا لكرة القدم، وكان عدد الأندية المشاركة فيه  12، وفاز فيه هايدوك سبليت.